# Rashed Al Hajri
Rashed Al Hajri (Arabic:راشد الهاجري) (sinh ngày 25 tháng 4 năm 1995) là một cầu thủ bóng đá người Các Tiểu vương quốc Ả Rập Thống nhất. Hiện tại anh thi đấu cho Al Wasl.